# Centemopsis glomerata
Centemopsis glomerata är en amarantväxtart som först beskrevs av Lopr., och fick sitt nu gällande namn av Schinz. Centemopsis glomerata ingår i släktet Centemopsis och familjen amarantväxter. Inga underarter finns listade i Catalogue of Life.